# L'Enfant Plaza (Metro de Washington)
L'Enfant Plaza es una estación subterránea de las líneas Amarilla, Azul, Verde y Naranja del Metro de Washington, administrada por la Autoridad de Tránsito del Área Metropolitana de Washington. La estación se encuentra localizada en el Southwest Federal Center un barrio de Washington D. C.. La estación fue inaugurada el 1 de julio de 1977. La estación también será una de las estaciones de la nueva  línea Plata, en la cual se espera que inicie sus operaciones en 2013.

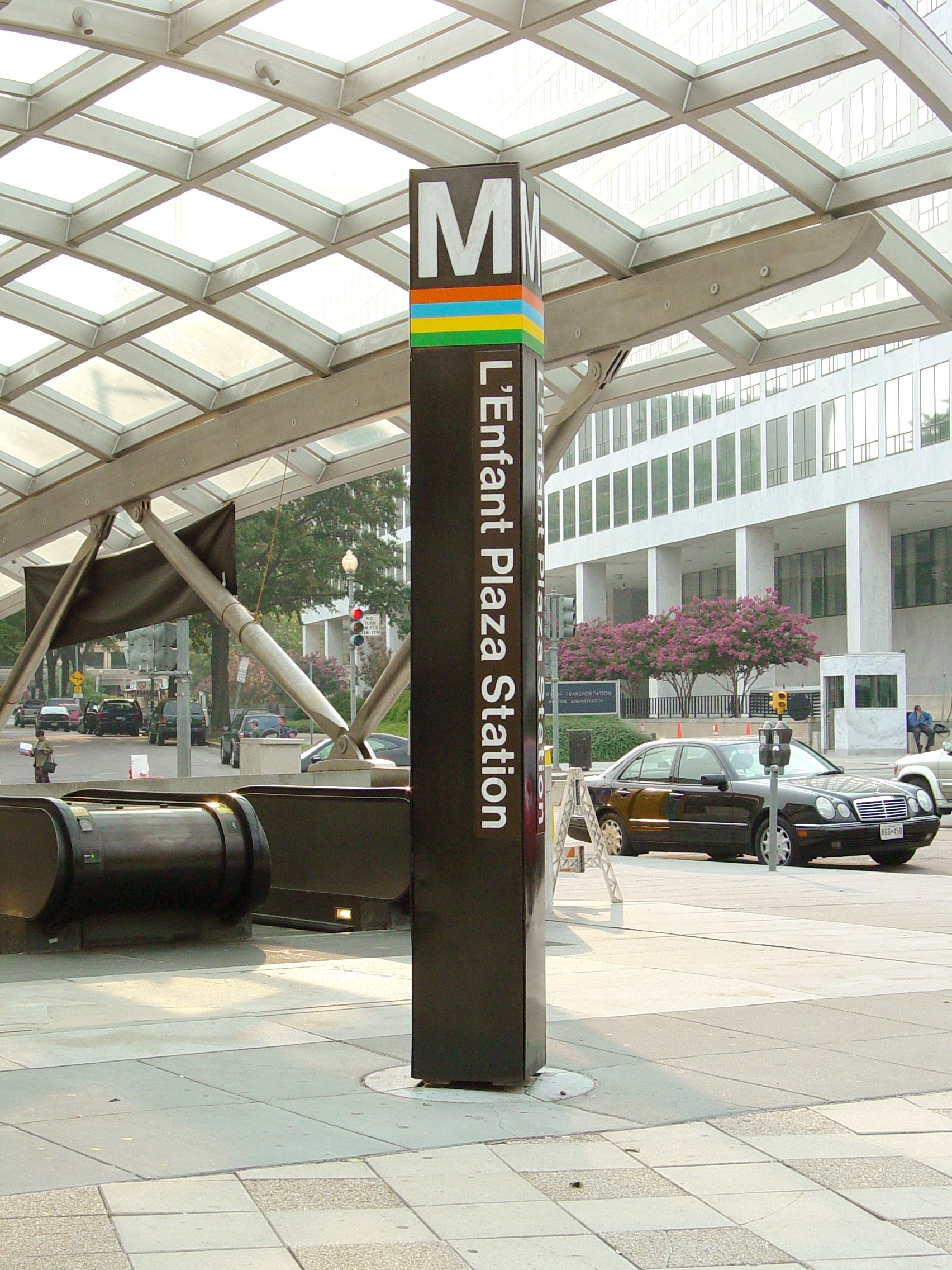
Entrada de la estación

## Ubicación
La estación se encuentra ubicada exactamente en el centro comercial L'Enfant Plaza entre las calles 9 y D, en la calle D entre las calles 6 y 7, en la Avenida Maryland y la Calle 7, en el antiguo edificio del Departamento de Transporte de los Estados Unidos.

## Conexiones
WMATA Metrobus
Arlington Transit
DASH
Fairfax Connector
Loudoun County Commuter
OmniRide Commuter